# Copa de los Balcanes (clubes)
La Copa de los Balcanes de clubes (nombre oficial Coupe Balkanique de Football) fue una extinta competición internacional amistosa de clubes disputada por equipos de Albania, Bulgaria, Grecia, Rumania, Turquía y Yugoslavia entre 1960 y 1994.
Tiene en la Copa de los Balcanes de selecciones a su predecesora, y pese a contar con una gran aceptación en sus primeros años, no alcanzaría el prestigio y reconocimiento de su predecesora.

## Palmarés
| Edición | Campeón                      |
| ------- | ---------------------------- |
| 1960–61 | Steagul Rosu Brasov          |
| 1961–62 | Olympiacos                   |
| 1962–63 | No se disputó                |
| 1963–64 | Rapid de Bucarest            |
| 1964–66 | Rapid de Bucarest            |
| 1966–67 | Fenerbahçe Istanbul          |
| 1967–68 | Beroe Stara Zagora           |
| 1969    | Beroe Stara Zagora           |
| 1970    | Partizani Tirana             |
| 1971    | Panionios                    |
| 1972    | Trakia Plovdiv               |
| 1973    | Lokomotiv Sofía              |
| 1974    | PFC Akademik Sofia           |
| 1975    | Radnički Niš                 |
| 1976–77 | Dinamo Zagreb                |
| 1977–78 | Panathinaikos                |
| 1978    | Rijeka                       |
| 1979–80 | Sportul Studentesc Bucuresti |
| 1980–81 | Velež Mostar                 |
| 1981–83 | Beroe Stara Zagora           |
| 1983–84 | Beroe Stara Zagora           |
| 1984–85 | Iraklis                      |
| 1986    | Slavia Sofia                 |
| 1987–88 | Slavia Sofia                 |
| 1988–89 | O. F. I. Creta               |
| 1989–90 | No se disputó                |
| 1990–91 | Inter Sibiu                  |

#### Para clubes de Segunda División
| Edición | Campeón       |
| ------- | ------------- |
| 1991–92 | Sariyer SK    |
| 1992–93 | Edessaikos FC |
| 1993–94 | Samsunspor    |